# PlanetHome
Die PlanetHome Group ist ein deutsches Immobilienunternehmen mit Sitz in München. Das Unternehmen wurde im Jahr 2004 gegründet und ist Vermittler mit den Kernbereichen Vermittlung von Wohnimmobilien und Finanzierungen. Die PlanetHome Group ist Mitglied im Immobilienverband Deutschland (IVD), Bundesverband der Immobilienberater, Makler, Verwalter und Sachverständigen e.V., ein großer deutscher Unternehmensverband der Wohnungs- und Immobilienwirtschaft.

## Geschichte
Das Unternehmen geht auf die Idee der Ursprungssgesellschaften Hypo Immobilienservice (HIS) und Bayerische Vereinsbank Immobiliengesellschaft (BVIG) zurück, die 1989 im Rahmen eines IT-Projektes Immobilien ins Internet bringen wollten.
Im Jahr 2000 entstand die PlanetHome AG als hundertprozentige Tochter der HypoVereinsbank. Die PlanetHome Group GmbH wurde im Jahr 2004 als Tochtergesellschaft der HypoVereinsbank AG gegründet. Im Jahr 2007 wurde das Unternehmen an die zur UniCredit Group gehörende Bank Austria Creditanstalt verkauft. Im Jahr 2011 erfolgte die Erschließung des österreichischen Marktes durch die Integration von Bank Austria ImmobilienService. Im Jahr 2015 veräußerte die HypoVereinsbank ihre Beteiligung an der PlanetHome AG. Die Aktien an der PlanetHome AG und ihre Tochtergesellschaften wurden von Finanzinvestoren, der US-amerikanischen AP Capital Investments und der Deutsche Invest Equity Partners, erworben. Im Jahr 2020 beendete die Praesidian Capital Europe ihre Beteiligung an der PlanetHome.
PlanetHome ist darüber hinaus in Österreich und seit 2022 auch in Spanien und Frankreich tätig.

## Dienstleistungen
Die PlanetHome GmbH  bietet Dienstleistungen rund um Immobilien an. Dazu gehören die Vermittlung von Immobilien, die Vermittlung von Finanzierungen, die Bewertung von Immobilien sowie die Beratung in Fragen der Immobilienverwaltung. Das Unternehmen ist auf den Verkauf und die Vermietung von Wohnimmobilien sowie auf die Vermittlung von partnerbasierten digitalen Baufinanzierungen spezialisiert.
Dabei arbeitet man insbesondere mit Banken, Versicherungen, Finanzdienstleistern, Unternehmen und Vereinen zusammen.

## Standorte & Mitarbeiter
Die PlanetHome Group ist mit über 120 Standorten in ganz Deutschland vertreten. Das Unternehmen hat seinen Hauptsitz in München und betreibt darüber hinaus Niederlassungen in allen größeren deutschen Städten. Darüber hinaus gibt es Standorte in Österreich. Die PlanetHome Group hat etwa 850 Angestellte.

## Dazugehörige Gesellschaften
Zur PlanetHome Group gehörten unter anderem folgende Firmen: RE8 GmbH, VIV GmbH, NYM GmbH, Hammers & Heinz Immobilien GmbH (80 %), MAXXfinance GmbH (49 %), PlanetHome Investment AG (15 %), PlanetHome Immobilien Austria GmbH, PlanetHome Spain SL, PlanetHome France SAS, Analyse & Konzepte immo.analytics GmbH, Imogent GmbH, 123 Makler GmbH und RENEWA GmbH (50,1 %).

## Auszeichnungen (Auswahl)
- Deutschlands Spar-Champions 2019 (Deutsches Institut für Service Qualität)[16]
- Top Service Deutschland 2019 (CR Management Consulting)[17]
- FMH-Award 2019 – Beste Hypotheken Anbieter 10 Jahre[18]
- FMH-Award 2019 (Enderlein Baufinanzierungen by PlanetHome) – Beste Hypotheken Anbieter 15 Jahre[19]
- Top Service Deutschland 2020 (CR Management Consulting)[20]
- FMH-Award 2020 – Beste Hypotheken Anbieter 10 Jahre[21]
- FMH-Award 2020 – Beste Hypotheken Anbieter 15 Jahre[22]
- Top Service Deutschland 2021 (CR Management Consulting)[23]
- „Most Wanted Employer 2022“ – 9. Platz in der Branche Immobilien (Zeit Verlags Gruppe & Kununu)[24]
- FMH-Award 2023 – Beste Hypotheken Anbieter 10 Jahre[25]
- Top Company 2023 (Kununu)[26]